# 坚巴
坚巴（Champa）是印度切蒂斯格尔邦金杰吉尔-坚巴县的一个城镇。总人口37949（2001年）。

## 人口
该地2001年总人口37949人，其中男性19615人，女性18334人；0—6岁人口5312人，其中男2768人，女2544人；识字率66.82%，其中男性为76.57%，女性为56.38%。